# The Game
|  | Denne artikel omhandler filmen "The Game", for musikeren af samme navn se The Game (musiker). |
The Game er en amerikansk film fra 1997, instrueret af David Fincher med Michael Douglas i hovedrollen og Sean Penn i en birolle. Filmen er en psykologisk thriller om en rig forretningsmand, der får adgang til et spil, der på mystiske måder fletter sig ind i hans virkelige liv.

## Handling
Filmen handler om Nicholas Van Orton, som er en hårdkogt forretningsmand. Hans liv er dog kun arbejde og der virker ikke som om han har bare noget der minder om en ven. Han har dog en bror, som giver ham et gavekort til The Game  i fødselsdagsgave. Spillet The Game er som sådan et kæmpe live-action reality spil. Hvor Nicholas bliver hevet voldsomt ud af sin daglige rutine. Igennem hele filmen ved hverken Nicholas eller seeren hvad der er virkeligt foregår. Er Nicholas blevet snydt, har han mistet alle sine penge eller er det altsammen bare en del af The Game.

## Medvirkende
- Michael Douglas – Nicholas Van Orton
- Sean Penn – Conrad Van Orton
- Deborah Unger – Christine
- James Rebhorn – Jim Feingold
- Peter Donat – Samuel Sutherland
- Carroll Baker – Ilsa
- Anna Katerina – Elizabeth
- Armin Mueller-Stahl – Anson Baer
- Charles Martinet – Nicholas' Father
- Scott Hunter McGuire – Nicholas som barn
- Florentine Mocanu – Nicholas mor
- Elizabeth Dennehy – Maria
- Caroline Barclay – Maggie